# KwaMashu
KwaMashu est un township de la municipalité d’eThekwini, dans la province du KwaZulu-Natal en Afrique du Sud.
Le nom « KwaMashu » signifie en Zulu « place de Marshal », en hommage à Sir Marshall Campbell (1848-1917), ancien membre de l'assemblée législative du Natal.